# 武蔵第六天神社
武蔵第六天神社（むさしだいろくてんじんじゃ）は、埼玉県さいたま市岩槻区の神社。

## 歴史
神仏習合時代に第六天魔王（他化自在天）を祀った第六天神社の1つであり、1782年（天明2年）に創建された。ただそれ以前から祠として存在しており、戦国時代には、領主の太田氏をはじめ、近隣住民の信仰を集めていた。
当社はあらゆる災難を取り除き、家内安全、五穀豊穣を叶える神社とされている。このようにご利益が広範囲にわたっていることから、武蔵国（埼玉県・東京都）のみならず、関東一円から多くの参詣者が訪れる。また祭神の「面足尊」から足の病気を治す神様としても信仰を集め、最近では交通安全の神ともされている。
明治の近代社格制度では、当初は「無格社」であった。しかし1907年（明治40年）に村社の香取神社を始めとする4社が合祀され、村社となった。
多くの参詣者が訪れることから、当社の周辺には川魚料理の店が多い。

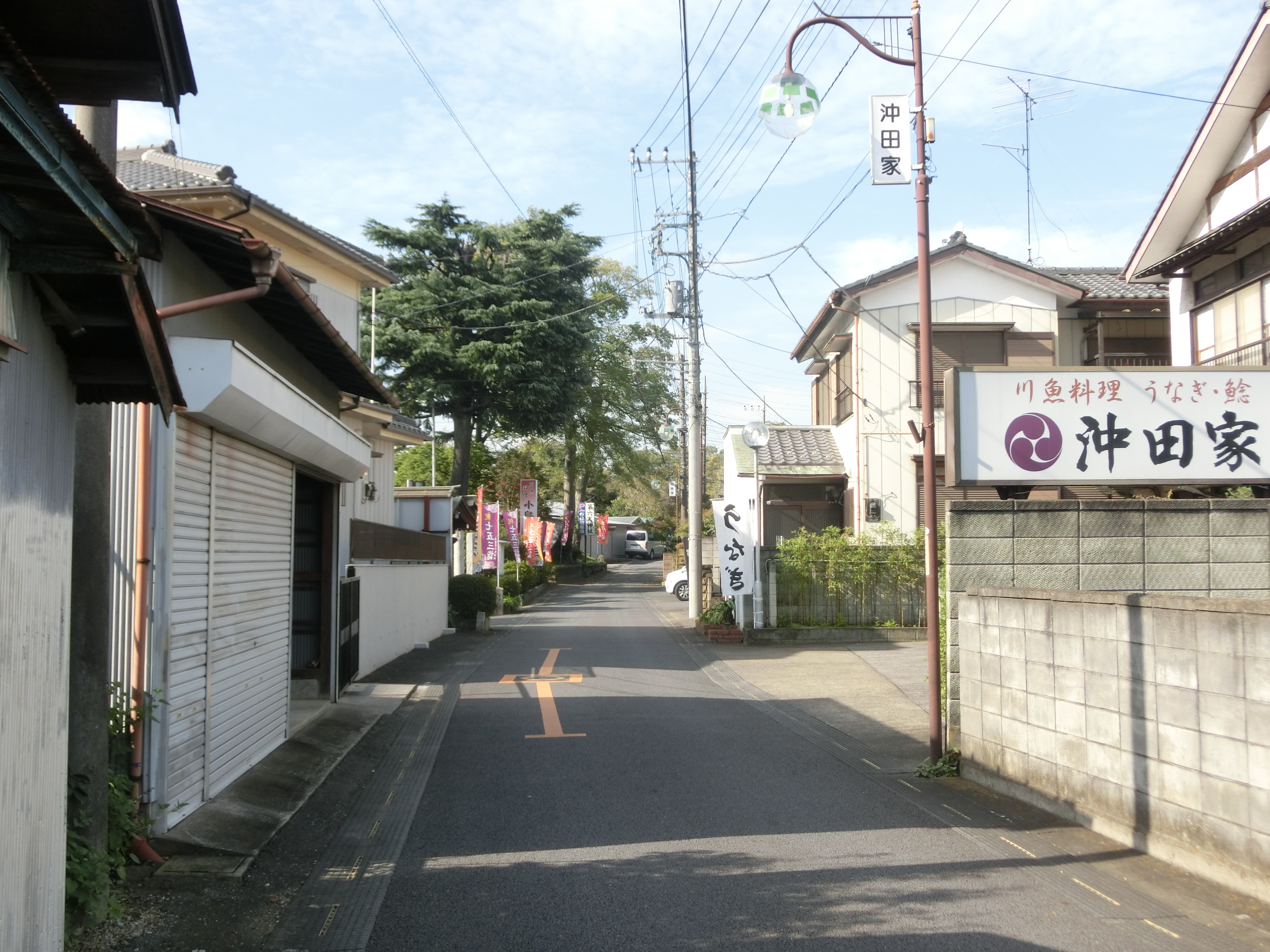
当社に至るまでの道（川魚料理店がある）

## 交通アクセス
- 路線バス大戸停留所より徒歩13分。